# NGC 3256C
NGC 3256C في الفهرس العام الجديد، هي مجرة، تقع في كوكبة الشراع. اكتشفت بواسطة جون هيرشل.

## روابط خارجية
- NGC 3256C على موقع ويكي سكاي: DSS2, SDSS, GALEX, IRAS, Hydrogen α, X-Ray, Astrophoto, Sky Map, Articles and images